# Мельничная улица (Санкт-Петербург)
Ме́льничная улица — улица в исторических районах Глухое озеро, Невская застава, Стеклянный городок и Царский городок Невского административного района Санкт-Петербурга. Проходит от стыка проспекта Обуховской Обороны и набережной Обводного канала до Глухоозёрского шоссе. Параллельна Глиняной улице и улице Профессора Качалова.

## История
Современное название улица носит с 15 декабря 1952 года. Оно дано по мельничному комбинату, расположенному в её начале. До этого с 5 марта 1871 года называлась Глухоозёрской улицей.

## Пересечения
С северо-востока на юго-запад (по увеличению нумерации зданий) Мельничную улицу пересекают следующие улицы:
- проспект Обуховской Обороны и набережная Обводного канала — Мельничная улица примыкает к их стыку;
- Зеркальный переулок — примыкание;
- Глухоозёрское шоссе — Мельничная улица примыкает к нему.

## Транспорт
Ближайшие к Мельничной улице станции метро — «Площадь Александра Невского-1» 3-й (Невско-Василеостровской) линии и «Площадь Александра Невского-2» 4-й (Правобережной) линии — расположены на расстоянии около 900 м по прямой от начала улицы. На расстоянии около 1,7 км по прямой от конца Мельничной улицы расположена станция «Обводный канал» 5-й (Фрунзенско-Приморской) линии, на расстоянии около 1,8 км по прямой — станции «Лиговский проспект» 4-й линии и «Волковская» 5-й линии.
Движение наземного общественного транспорта по Мельничной улице отсутствует.
Ближайшая к Мельничной улице железнодорожная платформа — Навалочная (около 350 м по прямой от конца улицы).
На расстоянии около 250 м по прямой от Мельничной улицы расположена грузовая железнодорожная станция Глухоозёрская.

## Общественно значимые объекты

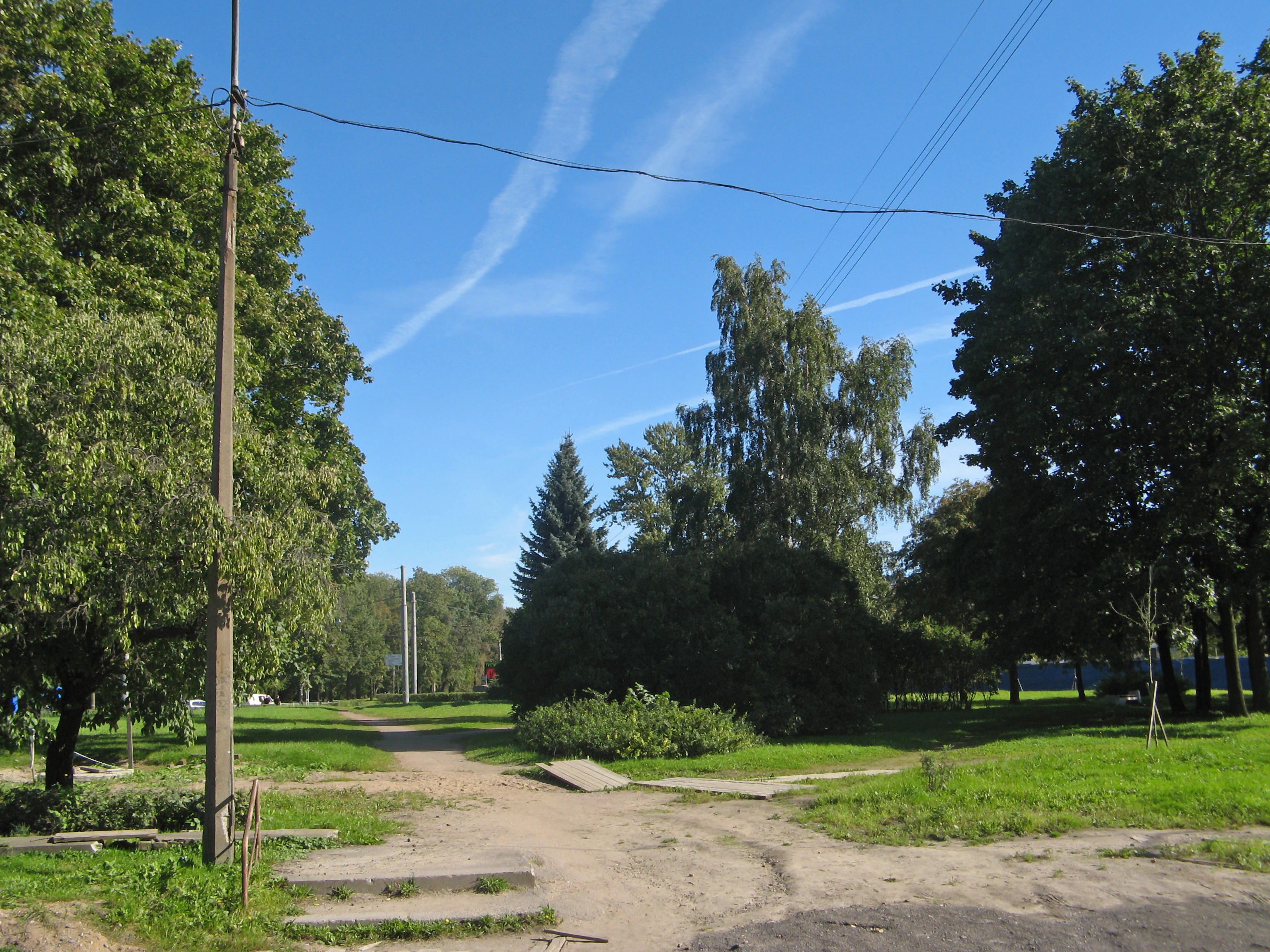
Дёминский сад

- Дёминский сад (у примыкания Мельничной улицы к проспекту Обуховской Обороны);
- ООО «Невская мельница» (у примыкания Мельничной улицы к набережной Обводного канала) — проспект Обуховской Обороны, дом 7, часть зданий охраняется как памятники архитектуры регионального значения;
- киностудия научно-популярных фильмов «Леннаучфильм» (у примыкания Зеркального переулка); в начале XX века в здании располагалось одно из заведений попечительства о народной трезвости, где предоставляли дешёвые обеды, лечили от алкоголизма и устраивали массовые просветительские мероприятия[4] — дом 4;
- бизнес-центр «Premium» (у примыкания Зеркального переулка) — дом 8;
- ООО «Ленагропромснаб» — дом 23.